# Буханько, Николай Николаевич

Мемориальная плита Буханько Н.Н установлена в селе Новониколаевка

Николай Николаевич Буханько — советский хозяйственный, государственный и политический деятель, Герой Социалистического Труда.

## Биография
Родился в 1917 году в посёлке Маханово. Член КПСС.
Выпускник Иркутской лётной школы, участник Великой Отечественной войны, лётчик. С 1946 года — на хозяйственной, общественной и политической работе. В 1946—1977 гг. — помощник заведующего сельскохозяйственного отдела Рубцовского райкома ВКП(б), секретарь райкома КПСС по Вишнёвской зоне МТС, с 1957 г. по 1980 г. председатель колхоза «Страна Советов», село Новониколаевка Рубцовского района Алтайского края.
Указом Президиума Верховного Совета СССР от 31 декабря 1961 года присвоено звание Героя Социалистического Труда с вручением ордена Ленина и золотой медали «Серп и Молот».
Делегат XXI съезда КПСС.
Умер в Москве в 1984 году.